# Heriok
Heriok is een nagar panchayat (plaats) in het district Thoubal van de Indiase staat Manipur. 

## Demografie
Volgens de Indiase volkstelling van 2001 wonen er 2.445 mensen in Heriok, waarvan 49% mannelijk en 51% vrouwelijk is. De plaats heeft een alfabetiseringsgraad van 56%. 